# Lobetus howdeni
Lobetus howdeni es una especie de coleóptero de la familia Cantharidae.

## Distribución geográfica
Habita en Panamá.